# Altistoma
Altistoma es un género de foraminífero bentónico de la familia Bolivinidae, de la superfamilia Bolivinoidea, del suborden Buliminina y del orden Buliminida. Su especie tipo es Altistoma scalaris. Su rango cronoestratigráfico abarca desde el Luteciense (Eoceno medio) hasta el Mioceno inferior.

## Discusión
Clasificaciones previas incluían Altistoma en el suborden Rotaliina del orden Rotaliida.

## Clasificación
Altistoma incluye a las siguientes especies:
- Altistoma scalaris